# 察哈爾省 (中華人民共和國)
察哈爾省為中華人民共和國建國以前由華北人民政府成立的省級行政區，於1952年廢省，前後存在4年。

## 人口
1954年為171.8萬人。

## 行政沿革
1945年8月日本投降後，中國共產黨趁勢擴大在華北地區的統治區，9月2日，晉察冀八路軍佔領宣化。根據晉察冀邊區政府的決定，同年11月，在宣化召開察哈爾省人民代表會議，共139名代表到會，選舉出省政府委員，由張蘇擔任省主席，建立由中國共產黨統治的察哈爾省民主政府，並將原日本宣化省公署改為政府辦公駐地。察哈爾省政府成立後，宣化設市，並且成為省會。
1946年10月10日，因國共衝突，中共撤離張家口、宣化等城市，察哈爾省民主政府也隨之撤離宣化，南遷保定、沫水縣，最終解散，前後僅僅存在一年。
1948年9月26日，華北人民政府成立，隨著解放軍在國共內戰接連獲勝，統治區域不斷擴大。
1949年1月19日，華北人民政府決定恢復察哈爾省建制，轄區包括原北岳行政區全部和原冀熱察行政區的部分，原冀熱察行政區所屬舊熱河省地區部分仍劃歸熱河，平古鐵路以東的舊河北省部分劃歸冀東行政區，其餘地區屬察哈爾。1月15日省人民政府正式成立，省人民政府駐張家口市。中華人民共和國成立後，察哈爾省由中央直接管轄。1952年11月15日，中共中央人民政府委員會第19次會議決定，撤銷察哈爾省，其行政區域分別劃歸河北、山西二省。

## 行政區劃
轄張家口、大同、宣化3市及雁北、察南、察北3專區，共32縣。
- 省直轄地 
  - 大同市
  - 張家口市
- 雁北專區（駐所：大同縣） 
  - 右玉縣
  - 應縣
  - 懷仁縣
  - 廣靈縣
  - 渾源縣
  - 左雲縣
  - 山陰縣
  - 朔縣
  - 大同縣
  - 天鎮縣
  - 平魯縣
  - 陽高縣
  - 靈丘縣
- 察南專區（駐所：宣化縣） 
  - 蔚縣
  - 延慶縣
  - 懷安縣
  - 懷來縣
  - 四海縣
  - 赤城縣
  - 宣化縣
  - 涿鹿縣
  - 萬全縣
  - 陽原縣
  - 龍關縣
- 察北專區（駐所：張北縣） 
  - 化德縣
  - 康保縣
  - 尚義縣
  - 商都縣
  - 崇禮縣
  - 多倫縣
  - 張北縣
  - 沽源縣
  - 寶昌縣

## 省人民政府
察哈爾省人民政府主席
1. 張蘇（1948年12月－1952年1月）
2. 杨耕田（1952年1月－11月，中共察哈尔省委书记兼，兼察哈尔省人民政府财政经济委员会主任）